# Главиниця
Главини́ця (болг. Главиница) — місто в Силістринській області Болгарії. Адміністративний центр общини Главиниця.

## Населення
За даними перепису населення 2011 року у місті проживали 1569 осіб.
Національний склад населення міста:
| Національність   | Кількість осіб | Відсоток |
| ---------------- | -------------- | -------- |
| болгари          | 864            | 63,9%    |
| турки            | 387            | 28,6%    |
| цигани           | 96             | 7,1%     |
| Всього відповіли | 1353           |          |

Розподіл населення за віком у 2011 році:
Динаміка населення: